# J002E3

Images de la découverte de J002E3 par Bill Yeung le 3 septembre 2002.

J002E3 est la désignation temporaire donnée à un objet extra-atmosphérique originellement présumé être un astéroïde. Il fut découvert par l'astronome amateur Bill Yeung le 3 septembre 2002. Des observations plus poussées révélèrent que l'objet n'est pas un astéroïde rocheux mais probablement le troisième étage de la fusée Saturn V de la mission Apollo 12.

## Origine

L'étage S-IVB du vol dApollo 7 en orbite autour de la Terre. Même si Apollo 7 utilisait un booster Saturn IB, l'étage S-IVB était utilisé aussi bien sur la Saturn IB que sur la Saturn V. Sur les vols de Saturn V, les quatre panneaux de l'adaptateur engin spatial/module lunaire étaient éjectés pour permettre l'accès au module lunaire.

Simulation de la trajectoire de J002E3's, effectuant 6 orbites autour de la Terre entre avril 2002 et juin 2003 avant de retrouver une orbite héliocentrique (cliquer sur l'image pour voir l'animation).

Quand l'objet fut découvert, il fut rapidement déterminé qu'il était en orbite autour de la Terre. Les astronomes furent surpris, car la Lune est le seul objet de grande taille en orbite autour de notre planète et tout autre aurait été éjecté depuis longtemps par les perturbations de la Terre, de la Lune et du Soleil.
Il avait donc dû se mettre en orbite terrestre très récemment, mais aucun lancement spatial récent ne correspondait à son orbite. Une des explications était qu'il aurait pu s'agir d'un morceau rocheux de 30 mètres de large, mais des astronomes de l'université de l'Arizona ont découvert que son spectre électromagnétique correspondait à celui d'une peinture blanche au dioxyde de titane, identique à celle utilisée par la NASA pour les fusées Saturn V. La recherche de son ancienne orbite a montré que l'objet avait orbité autour du Soleil pendant 31 ans et que son dernier voisinage avec la Terre datait de 1971. Cela semblait suggérer qu'il s'agissait d'un morceau de la fusée de la mission Apollo 14, mais la NASA connaissait le sort de tout le matériel de cette mission ; le troisième étage, par exemple, avait été projeté volontairement sur la Lune pour des études sismiques.
La seule explication restante est que cet objet soit le S-IVB, le troisième étage de la fusée Saturn de la mission Apollo 12. La NASA avait prévu à l'origine de diriger la fusée vers une orbite solaire, mais une trop longue combustion des accélérofusées ne laissa pas assez de propergol dans le réservoir de Saturn V pour permettre à l'étage de la fusée d'échapper à l'attraction du système Terre-Lune. L'étage termina donc sur une orbite semi-stable autour de la Terre après être passé à proximité de la Lune le 18 novembre 1969. Il a finalement disparu.
On pense que J002E3 a quitté l'orbite terrestre en juin 2003, et qu'il pourrait revenir en orbite autour de la Terre vers le milieu des années 2040.